# چرخ (اصطلاح یونیکس)
در رایانش، اصطلاح چرخ (به انگلیسی: wheel) اشاره به یک حساب کاربری به همراه بیت چرخ دارد. اگر این بیت بر روی یک حساب کاربری تنظیم شود، امتیازات ویژه سیستمی به آن کاربر اهدا می‌گردد و آن حساب کاربری قادر به انجام کارهایی است که دیگر کاربران معمولی نمی‌توانند آنها را انجام دهند. این اصطلاح از اصطلاح عامیانه big wheel به معنی کله‌گنده گرفته شده و این اصطلاح به فردی گفته می‌شود که دارای قدرت و نفوذ فراوانی است.

## گروه چرخ
در سیستم‌های مدرن یونیکس، از گروه‌های کاربری برای مدیریت دسترسی‌ها استفاده می‌شود. گروهی به نام چرخ در برخی از سیستم‌عامل‌های یونیکس مانند فری‌بی‌اس‌دی وجود دارد که اگر کاربری عضو این گروه شود، می‌تواند از دستور su استفاده کرده و امتیازات و اختیارات کاربر ریشه یا هر کاربر دیگری را بدست بیاورد.